# North Olmsted
North Olmsted è una città degli Stati Uniti d'America, nella contea di Cuyahoga, nello Stato dell'Ohio.